# روگوو (شهرستان بژژینه)
روگوو (به لهستانی:  Rogów) یک روستا در لهستان است که در گمینا روگوو واقع شده‌است. روگوو ۱٬۵۰۰ نفر جمعیت دارد.